# مارکوس واتسون (بازیکن راگبی)
مارکوس واتسون (انگلیسی: Marcus Watson؛ زادهٔ ۲۷ ژوئن ۱۹۹۱) ورزشکار راگبی ۷ نفره اهل بریتانیا است.
وی در مسابقات کشوری و بین‌المللی در مجموع برندهٔ ۱ مدال نقره شده‌است.